# Dry Creek Bridge
Le Dry Creek Bridge – ou Deadwood Creek Bridge – est un petit pont américain dans le comté de Pierce, dans l'État de Washington. Ce pont routier construit en 1929 au sein du parc national du mont Rainier présente des culées et des glissières dans le style rustique du National Park Service. Il permet le franchissement de la Deadwood Creek par la Sunrise Road. C'est une propriété contributrice au Mount Rainier National Historic Landmark District depuis l'inscription de ce district historique au Registre national des lieux historiques le 18 février 1997.